# Mecànica quàntica no hermitiana
En física, la mecànica quàntica no hermitiana descriu sistemes mecànics quàntics on els hamiltonians no són hermitians.
La física encaixa amb els operadors hermitians. Però, resulta que es poden estendre el títol de "sistemes observables" a una categoria molt més àmplia d'hamiltonians invariants sota els operadors de paritat (P) i inversió temporal (T) (explorarem per què és així a la secció següent!). El concepte de substituir la condició hermitiana d'autoadjuntitat per la condició més feble d'invariància PT per obtenir noves classes d'hamiltonians amb espectres reals i positius. Aquesta extensió de la mecànica quàntica convencional es va considerar inicialment una curiositat matemàtica, però des de llavors s'ha convertit en un focus d'aplicacions en una gran quantitat de camps, incloent-hi la física de l'estat sòlid, la biologia de poblacions, la física de neutrins i la dinàmica de fluids.

## Història
El primer article que té "mecànica quàntica no hermitiana" al títol va ser publicat el 1996 per Naomichi Hatano i David R. Nelson. Els autors van mapejar un model estadístic clàssic de fixació de línies de flux per defectes columnars en superconductors d'alta Tc a un model quàntic mitjançant un mapatge d'integral de camí invers i van acabar amb un hamiltonià no hermitià amb un potencial vectorial imaginari en un potencial escalar aleatori. A més, van mapejar això en un model de xarxa i van crear un model d'enllaç estret amb salts asimètrics, que ara s'anomena model Hatano-Nelson. Els autors van demostrar que hi ha una regió on tots els valors propis són reals malgrat la no hermiticitat.
La simetria de paritat-temps (PT) es va estudiar inicialment com un sistema específic en la mecànica quàntica no hermitiana. El 1998, el físic Carl Bender i l'exestudiant de postgrau Stefan Boettcher van publicar un article on van trobar que els hamiltonians no hermitians dotats d'una simetria PT ininterrompuda (invariància respecte a l'acció simultània dels operadors de simetria d'inversió de paritat i inversió temporal) també poden posseir un espectre real. Sota un producte intern correctament definit, les funcions pròpies d'un hamiltonià PT-simètric tenen normes positives i presenten una evolució en el temps unitària, requisits per a les teories quàntiques. Bender va guanyar el Premi Dannie Heineman de Física Matemàtica 2017 pel seu treball.
Un concepte estretament relacionat és el dels operadors pseudohermitians, que van ser considerats pels físics Paul Dirac, Wolfgang Pauli, i Tsung-Dao Lee i Gian Carlo Wick. Els operadors pseudohermitians van ser descoberts (o redescoberts) gairebé simultàniament pels matemàtics Mark Krein i els seus col·laboradors  com a G-hamiltonians, en l'estudi dels sistemes dinàmics lineals. L'equivalència entre la pseudohermiticitat i el G-hamiltonià és fàcil d'establir.
A principis dels anys seixanta, Olga Taussky, Michael Drazin i Emilie Haynsworth van demostrar que el criteri necessari i suficient perquè una matriu de dimensió finita tingui valors propis reals és que aquesta matriu sigui pseudohermitiana amb una mètrica definida positiva. El 2002, Ali Mostafazadeh va demostrar que els hamiltonians PT-simètrics diagonalitzables pertanyen a la classe dels hamiltonians pseudohermitians. El 2003, es va demostrar que en dimensions finites, la PT-simetria és equivalent a la pseudohermiticitat independentment de la diagonalitzabilitat, aplicant-ho així al cas físicament interessant dels hamiltonians no diagonalitzables en punts excepcionals. Això indica que el mecanisme de trencament de la PT-simetria en punts d'excepció, on el hamiltionià normalment no és diagonalitzable, és la col·lisió de Krein entre dos modes propis amb signes d'accions oposats.
El 2005, el grup de recerca de Gonzalo Muga va introduir la simetria PT al camp de l'òptica en observar que la simetria PT correspon a la presència de guanys i pèrdues equilibrats. El 2007, el físic Demetrios Christodoulides i els seus col·laboradors van estudiar més a fons les implicacions de la simetria PT en òptica. Els anys següents van veure les primeres demostracions experimentals de la simetria PT en sistemes passius i actius. La simetria PT també s'ha aplicat a la mecànica clàssica, metamaterials, circuits elèctrics i ressonància magnètica nuclear. El 2017, Dorje Brody i Markus Müller van proposar un hamiltonià PT-simètric no hermitià que "satisfà formalment les condicions de la conjectura de Hilbert-Pólya".